# Fury and Hecla Strait
Fury and Hecla Strait - wąska cieśnina w północno-wschodniej Kanadzie między Ziemią Baffina a Półwyspem Melville’a. Cieśnina łączy zatoki Boothia i Basen Foxe’a. 
Cieśnina została odkryta w 1822 przez podróżnika Williama Edwarda Parry’ego. Nadał jej nazwę na cześć jego dwóch okrętów: HMS Fury i HMS Hecla.